# Weisholz
Weisholz (veraltete Schreibung Weißholz) ist ein Gemeindeteil der Gemeinde Rattenberg im niederbayerischen Landkreis Straubing-Bogen. 
Er liegt im Bayerischen Wald im Dreieck der Landkreise Straubing-Bogen, Regen und Cham zwischen dem Kirchdorf Neurandsberg der Gemeinde Rattenberg und Moosbach (Prackenbach) im Landkreis Regen. 
Die 10 Einwohner des Weilers verteilen sich auf zwei Gehöfte und ein Einfamilienhaus auf einer Fläche von ca. 30 Hektar.